# واهرام مکرتچیان
واهرام پاتواکانی مکرتچیان (ارمنی: Վահրամ Պատվականի Մկրտչյան؛ زادهٔ ۷ اوت ۱۹۶۳) یک سیاستمدار و فیزیکدان اهل ارمنستان است که از تاریخ ۲۰۰۷ تا تاریخ ۲۰۱۷ سمت نمایندگی دوره‌های چهارم و پنجم مجلس ملی جمهوری ارمنستان را برعهده داشت.

## زندگی‌نامه
وی در ۷ اوت ۱۹۶۳ در روستای واردابلور به دنیا آمد و از دانشکده فیزیک دانشگاه دولتی ایروان (۱۹۸۵) فارغ‌التحصیل شد. 

## یادداشت
1. ↑  Ֆիզիկամաթեմատիկական գիտությունների թեկնածու